# Asesores extranjeros del Gobierno Meiji
Los asesores extranjeros del Gobierno Meiji, conocidos en japonés como O-yatoi Gaikokujin (Kyūjitai: 御雇ひ外國人, Shinjitai: 御雇い外国人, "extranjeros contratados") fueron contratados por el gobierno japonés y los municipios para sus conocimientos especializados y habilidades para asistir en la modernización del periodo Meiji. El término provino de Yatoi (una persona contratada temporalmente, un jornalero), fue educadamente aplicado a los extranjero contratados como O-yatoi gaikokujin.
El número total es más de 2.000, aunque probablemente llega a 3.000 (con miles más en el sector privado). Hasta 1899, más de 800 expertos extranjeros contratados continuaban trabajando para el gobierno, y muchos otros trabajaban en el ámbito privado. Su ocupación variaba, desde asesores gubernamentales con altos salarios, profesores universitarios e instructores, hasta técnicos asalariados comunes.
A lo largo del proceso de apertura del país, el gobierno del shogunato Tokugawa contrató por primera vez al diplomático holandés Philipp Franz von Siebold como asesor diplomático, al ingeniero naval holandés Hendrik Hardes para el Arsenal de Nagasaki y a Willem Johan Cornelis ridder Huijssen van Kattendijke para la Academia Naval de Nagasaki, al ingeniero naval francés François Léonce Verny para el Arsenal de Yokosuka, y al ingeniero civil británico Richard Henry Brunton. La mayoría de los O-yatoi fueron designados mediante aprobación gubernamental con contrato de dos o tres años, y asumieron su responsabilidad adecuadamente en Japón, excepto en algunos casos.
Como las obras públicas contrataron a casi el 40% del número total de O-yatois, el objetivo principal de la contratación de O-yatois fue obtener transferencias de tecnología y asesoramiento sobre sistemas y formas culturales. Por lo tanto, los jóvenes oficiales japoneses tomaron gradualmente el puesto de los O-yatois después de completar su entrenamiento y educación en la Universidad Imperial de Tokio, la Universidad Imperial de Ingeniería o estudiar en el extranjero.
Los O-yatois estaban muy bien pagados; en 1874, contaban con 520 hombres, momento en el que sus salarios ascendían a ¥2.272 millones, o el 33,7% del presupuesto nacional anual. El sistema salarial era equivalente al de la India británica; por ejemplo, el ingeniero jefe de Obras Públicas de la India británica recibió un pago de 2.500 Rs/mes, que fue casi igual a 1.000 Yenes, el salario de Thomas William Kinder, superintendente de la Casa de Moneda de Osaka en 1870.
A pesar del valor que proporcionaron en la modernización de Japón, el gobierno japonés no consideró prudente que se establecieran en Japón de forma permanente. Después de que el contrato terminara, la mayoría de ellos regresaron a su país, excepto algunos, como Josiah Conder y William Kinninmond Burton.
El sistema se terminó oficialmente en 1899, cuando la extraterritorialidad llegó a su fin en Japón. Sin embargo, el empleo similar de extranjeros persiste en Japón, particularmente dentro del sistema educativo nacional y los deportes profesionales.

## O-yatoi gaikokujinnotables

### Agricultura
- William Smith Clark
- Edwin Dun
- Max Fesca
- Oskar Kellner
- Oskar Löw, agronomista
- William Penn Brooks, agronomista

### Ciencia médica
- Erwin von Bälz
- Johannes Ludwig Janson
- Heinrich Botho Scheube
- Julius Scriba

### Derecho, administración y ciencias económicas
- Georges Appert,[4] legal scholar
- Gustave Emile Boissonade, asesor legal
- Hermann Roesler, jurista y economista
- Georg Michaelis,[5] jurista
- Albert Mosse, jurista
- Otfried Nippold, jurista
- Heinrich Waentig, economista y jurista
- Georges Hilaire Bousquet, asesor legal
- Horatio Nelson Lay, desarrollador ferroviario
- Alexander Allan Shand, asesor monetario
- Henry Willard Denison, diplomático
- Karl Rathgen, economista

### Doctrina militar
- Jules Brunet, oficial de artillería
- Léonce Verny, constructor del Yokosuka Naval Arsenal
- Klemens Wilhelm Jakob Meckel, instructor del ejército
- James R. Wasson, ingeniero civil y profesor, ingeniero militar
- Henry Walton Grinnell, instructor de la armada
- José Luis Ceacero Inguanzo, instructor naval
- Charles Dickinson West, arquitecto naval
- Henry Spencer Palmer, ingeniero militar
- Archibald Lucius Douglas, instructor naval

### Ciencias naturales y matemáticas
- William Edward Ayrton, físico
- Thomas Corwin Mendenhall, físico
- Edward S. Morse, zoólogo
- Charles Otis Whitman, zoólogo, sucesor de Edward S. Morse
- Heinrich Edmund Naumann, geólogo
- Curt Netto, metalúrgico
- Sir James Alfred Ewing, físico e ingeniero
- Cargill Gilston Knott, sucedió a J.A. Ewing
- Benjamin Smith Lyman, ingeniero de minas

### Ingeniería
- William P. Brooks, agricultura
- Richard Henry Brunton - constructor de faros
- Charles Alfred Chastel de Boinville, arquitecto
- Josiah Conder, arquitecto
- William Kinnimond Burton, ingeniero, arquitecto, fotógrafo
- Horace Capron, agrónomo, ingeniero de caminos
- Henry Dyer, educador e ingeniero
- Hermann Ende, arquitecto
- George Arnold Escher, ingeniero civil
- John G.H. Godfrey, geólogo, ingeniero de minas
- John Milne, geólogo, sismólogo
- Colin Alexander McVean, ingeniero civil
- Edmund Morel, ingeniero ferroviario
- Johannis de Rijke, ingeniero civil, control de inundaciones, proyectos fluviales
- John Alexander Low Waddell, ingeniero de puentes
- Thomas James Waters, ingeniero civil, arquitecto
- William Gowland, ingeniero de minas, arqueólogo
- Jean Francisque Coignet, ingeniero de minas
- Henry Scharbau, topógrafo, cartógrafo
- Wilhelm Böckmann, arquitecto
- Anthonie Rouwenhorst Mulder, ingeniero civil, de puertos y fluvial

### Arte y música
- Edoardo Chiossone - grabador
- Luther Whiting Mason, músico
- Ernest Fenollosa, crítico de arte
- Franz Eckert, músico
- Rudolf Dittrich, músico
- Antonio Fontanesi, pintor
- Vincenzo Ragusa, escultor
- John William Fenton, músico

### Artes liberales, humanidades y educación
- Alice Mabel Bacon, pedagógo
- Basil Hall Chamberlain, japonólogo y profesor de japonés
- James Summers, literatura inglesa
- Lafcadio Hearn, japanólogo
- Viktor Holtz, educador
- Raphael von Koeber, filósofo y músico
- Ludwig Riess, historiador
- Leroy Lansing Janes, educador, misionero
- Marion McCarrell Scott, educador
- Edward Bramwell Clarke, educador
- David Murray, educador

### Misioneros
- William Elliot Griffis, clérigo, autor
- Guido Verbeck, misionero, pedagógo
- Horace Wilson, misionero y profesor que introdujo el baseball en Japón.

### Otros
- Francis Brinkley, periodista
- Ottmar von Mohl, protocolo